# Loup rouge
Canis rufus
Espèce
Répartition géographique
Statut de conservation UICN

 CR C2a(i,ii); D : 
En danger critique
Synonymes
- Canis lupus rufus (Audubon & Bachman, 1851)

Statut CITES
Le Loup rouge ou Loup roux (Canis rufus) est un Canidé en danger critique d'extinction. Il doit son nom à la couleur de son pelage et vit en Amérique du Nord. Il subsiste des doutes sur ses origines et le Loup rouge est tantôt considéré comme une espèce à part entière, tantôt comme une sous-espèce (Canis lupus rufus) du Loup gris, parfois seulement comme un hybride (Canis lupus × Canis latrans) entre le Loup gris et le Coyote.

## Taxonomie

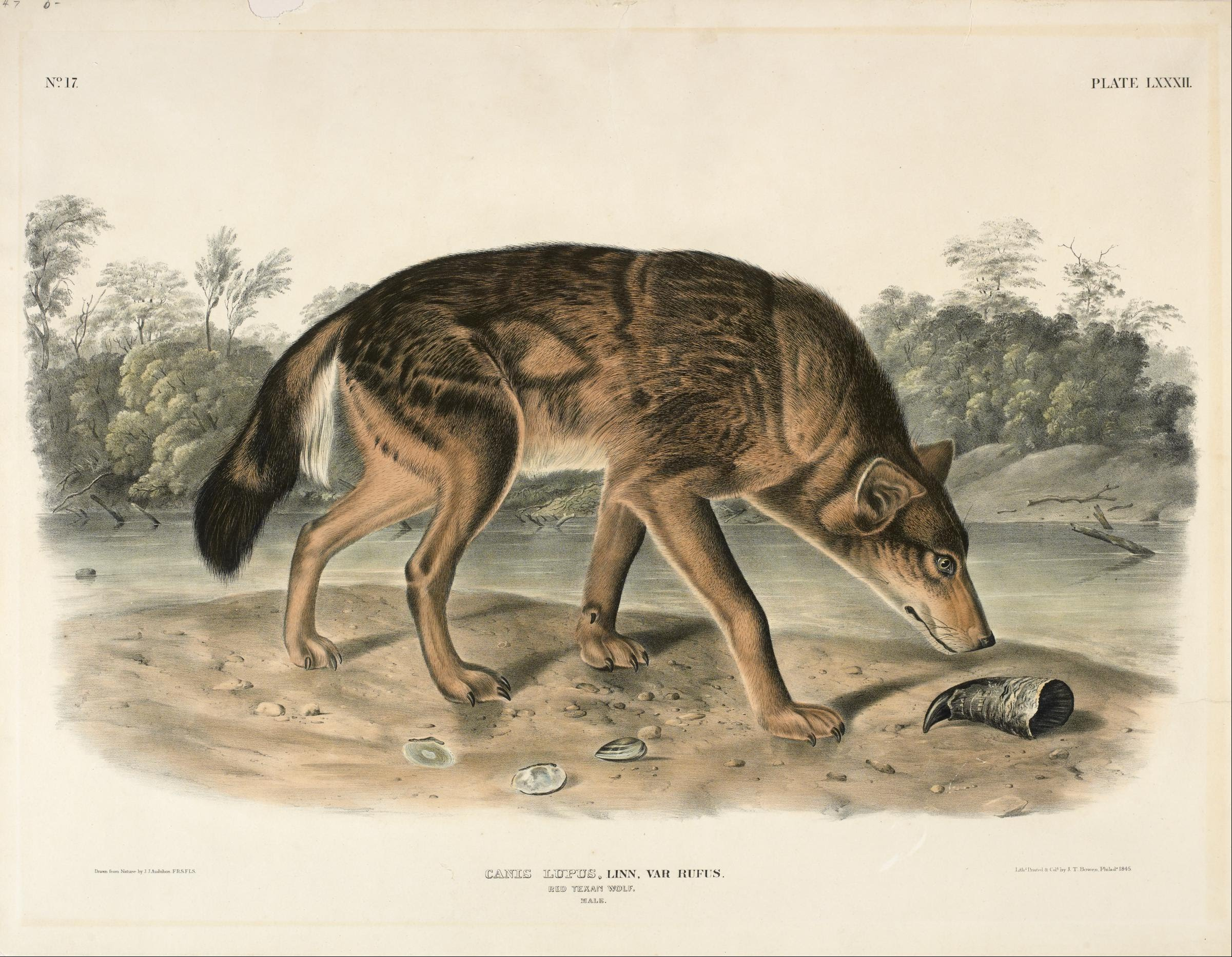
Canis rufus (illustrations), John Woodhouse Audubon, Lithographs of animals, Prints in the Museum of Fine Arts, Houston, Side views of canids.

La taxonomie du Loup rouge est controversée. Mammal Species of the World traite C. rufus comme synonyme de C. lupus, tout en soulignant que le groupe rufus, avec ses trois sous-espèces, pourrait être considérée incertae sedis. 
Avant l'arrivée des Européens en Amérique du Nord, les Cherokees considéraient le Loup rouge comme distinct, l'appelant ᏩᏯ (wa'ya).
William Bartram fut le premier naturaliste à mentionner le Loup rouge, dans son ouvrage intitulé Travels. Il y relate une rencontre avec des loups en Floride, qu'il décrit comme « plus grands qu'un chien, et parfaitement noirs, à l'exception des femelles, qui ont une tache blanche sur la poitrine, mais ils ne sont pas aussi grands que les loups du Canada et de Pennsylvanie, qui sont d'une couleur brun jaunâtre ». C'est toutefois Audubon et Bachman qui en ont fait la première description officielle. Ils le nomment alors Canis lupus var. rufus, le Loup rouge du Texas (red Texan wolf).
Au début des années 1970, à la suite d'analyses morphométriques, des biologistes ont conclu que C. rufus constituait bel et bien une espèce,,. La découverte d'un allèle unique au Loup rouge en 1980 a été le premier argument moléculaire pour considérer C. rufus comme espèce. 
D'autres auteurs, longtemps minoritaires, considèrent le Loup rouge comme étant un hybride entre le Loup gris (Canis lupus) et le coyote (Canis latrans) à la suite de plusieurs études génétiques controversées menées depuis 1992,, son nom scientifique serait alors Canis lupus x Canis latrans. Il n'est donc dans ce cas plus rattaché à aucune espèce particulière.
D'autres auteurs considèrent qu'il s'agit d'une sous-espèce, Canis lupus rufus, du Loup gris.

## Sous-espèces
Traditionnellement, trois sous-espèces de Loup rouge sont reconnues, dont deux sont éteintes. Il s'agit de:
- Canis rufus floridanus, éteinte depuis 1930 ;
- Canis rufus rufus, déclarée éteinte vers 1970 ;
- Canis rufus gregoryi, seule sous-espèce survivante, disparue à l'état sauvage en 1980 puis réintroduite en 1987.[réf. souhaitée]

## Morphologie

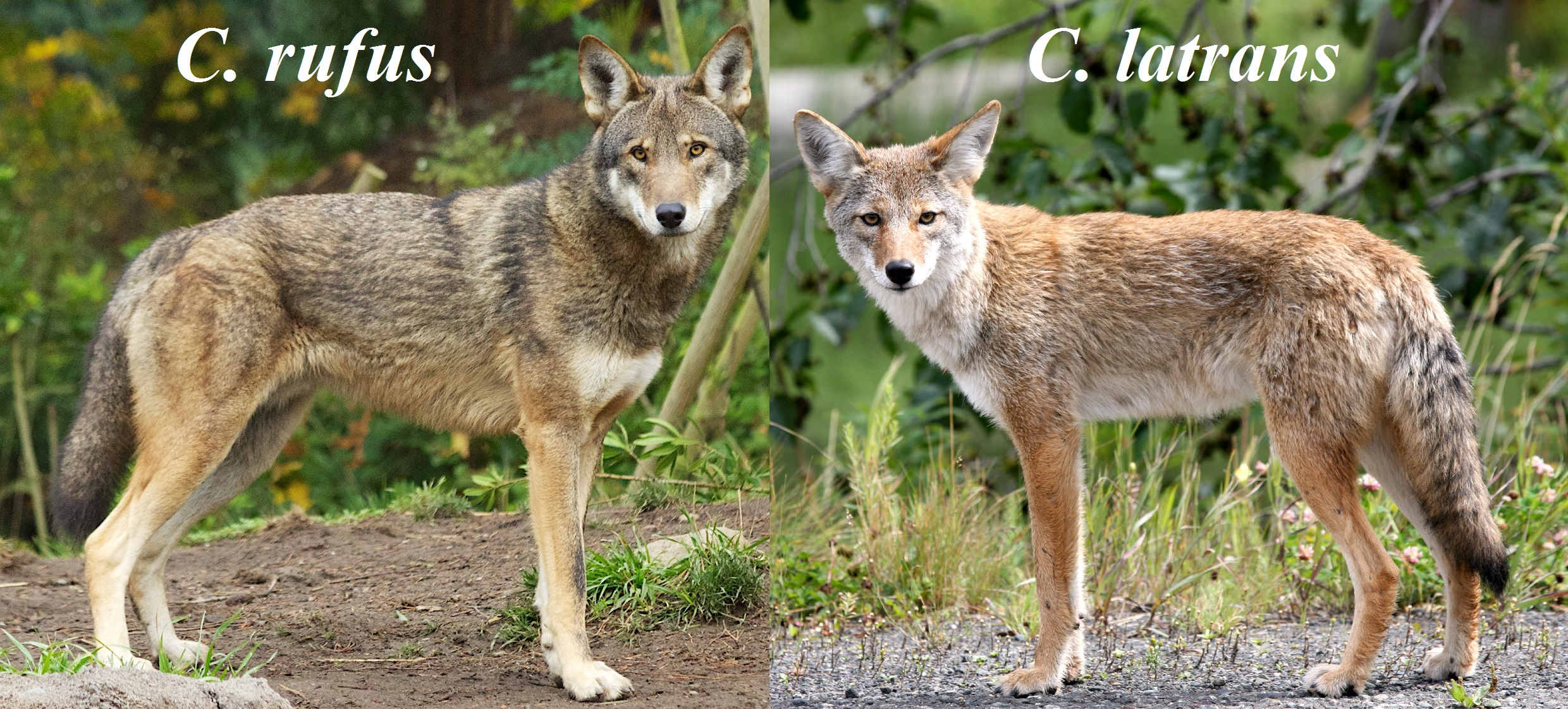
Loup rouge et coyote.

Le Loup rouge est plus grand que le Coyote, mais plus petit que le Loup gris, quoique des spécimens soient plus grands que certains petits loups gris. En moyenne, l'adulte mesure 106 cm de long et pèse 23 kg. Son pelage est généralement plus roux que le Coyote et le Loup gris, mais ce critère peut être confondant. De plus, comme chez le Loup gris, les individus mélaniques ne sont pas rares. Toujours par rapport au Loup gris et au Coyote, ses oreilles sont proportionnellement plus grandes et son crâne est plus étroit, avec un museau long et mince.

## Habitat et répartition
On considère que l'aire de répartition originelle des loups rouges inclut l'est de l'Amérique du Nord, où l’on peut en trouver en Pennsylvanie à l'est, à la Floride au sud et au Texas à l'ouest.

## Populations et conservation
L'UICN (23 janvier 2023) classe l'espèce en catégorie CR (en danger critique) dans la liste rouge des espèces menacées depuis 2020.  
Au siècle dernier, les persécutions, la destruction de l'habitat et l'hybridation avec les coyotes ont conduit le Loup rouge au bord de l'extinction. Un programme d'élevage en captivité a entrepris la réintroduction de cette espèce dans la nature canadienne. Au début des années 2010, la population totale était estimée à un peu plus d'une centaine d'individus. 
Il en existait trois populations distinctes dont deux sont disparues, la dernière est très menacée et le classement en tant qu’hybride menacerait sa réintroduction ou l'existence même des populations survivantes.
En 2022, une portée de six louveteaux est née dans le refuge faunique national d'Alligator River alors que l'espèce était considérée comme pratiquement éteinte en 2021.